# Stariji škotski jezik
Stariji škotski jezik, pojam koji se odnosi na sljedeća razdoblja povijesti škotskog jezika
- predknjiževni škotski do 1375.
- ranoškotski jezik do 1450.
- srednjoškotski jezik do 1700.

Mrežni rječnik škotskog jezika Dictionary of the Scots Language sadrži rječnik starijeg škotskog jezika Dictionary of the Older Scottish Tongue.

## Vanjske poveznice
- Dictionary of the Scots Language (engleski)